# Різограф

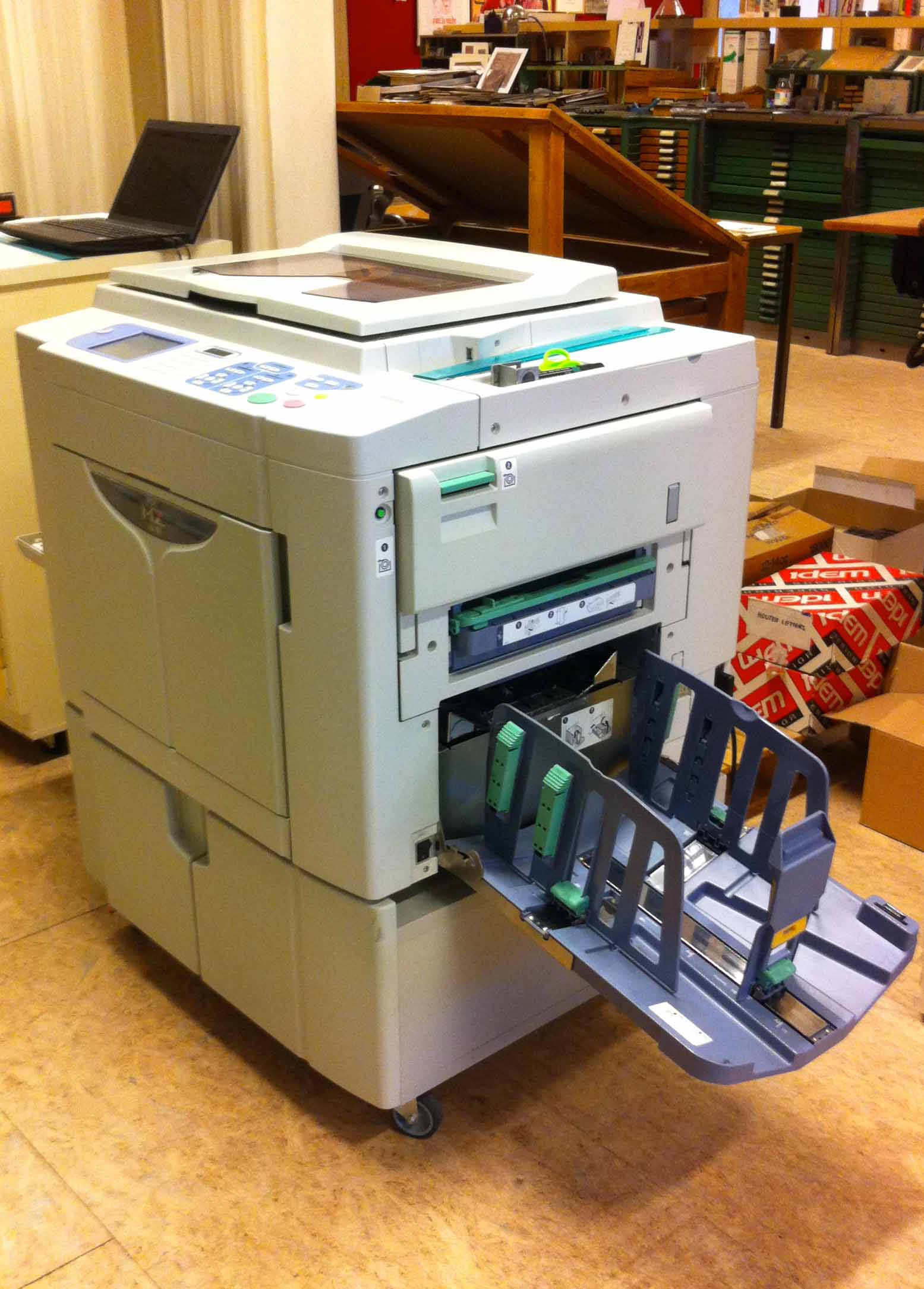
Різограф

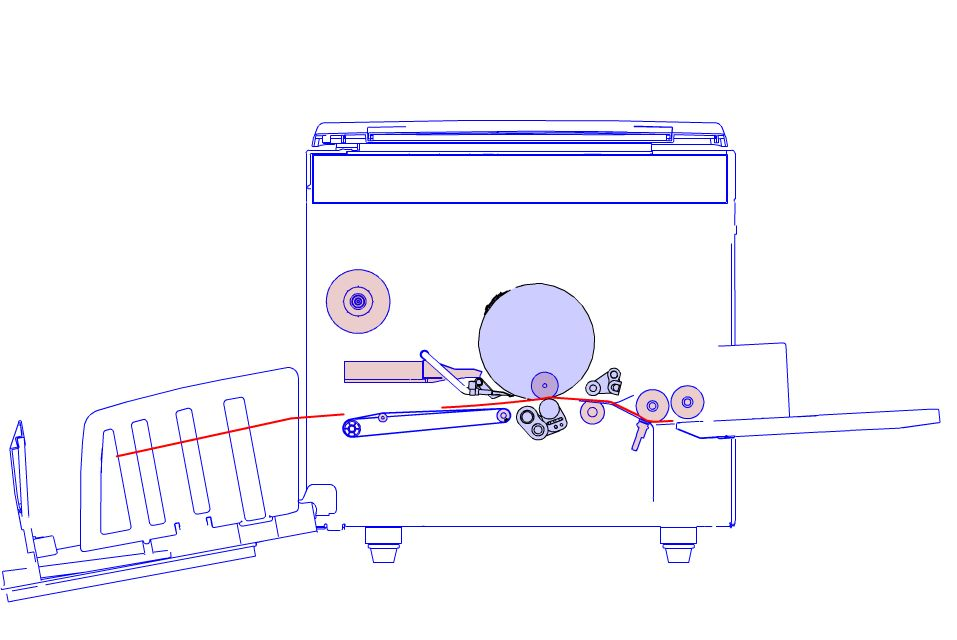
Принципова схема різографа.

Різо́граф (від назви фірми-виробника — Riso Kagaku Corporation) — друкарська машина, цифрова система друку, копір, робота якої базується на використанні методу трафаретного друку фарбою. Менш вживаними є назви «дуплікатор», від назви іншої фірми-виробника друкарських машин даного типу Duplo, або «пріпорт» — так називає свої друкарські машини виробник Ricoh. Проте найбільш вживаною назвою залишається саме «різограф», яку впровадила компанія-засновник трафаретно-ротаційного типу друку — Riso.

## Загальний опис
Різограф — простий у налаштуванні, користуванні, обслуговуванні та ремонті пристрій, який переважно використовується для друку різноманітних видів поліграфічної продукції (бланків, листівок, брошур, буклетів, афіш, книг тощо) невеликими поліграфічними фірмами. Невеликі габарити й вага (від 50 до 170 кг) дають змогу використовувати різографи як офісні принтери в компаніях, установах, організаціях, навчальних закладах, де існує значна потреба в тиражуванні. Ресурс роботи різографів при належному технічному обслуговуванні може досягати і перевищувати 10 млн фарбовідбитків. Різограф характеризується відносно високою оперативністю, продуктивністю, надійністю, та економічною ефективністю друку для тиражів до 5000 копій.
Різограф використовується як високошвидкісний мережевий друкарський пристрій (принтер), копіювальний апарат для друку (тиражування) паперової продукції незначних та середніх тиражів — від 100 до 5000 фарбовідбитків з однієї майстер-плівки. Використання різографа для друку менших тиражів економічно не виправдано у порівнянні з вартістю друку лазерним принтером.
Перша модель різографа RISO AP-7200, яка була конструктивно схожа із сучасними моделями, з'явилась на ринку у 1980 році. Проте вона мала велику кількість конструктивних недоліків, вимагала значних трудовитрат та висококваліфікованого персоналу під час друку.
Найпоширенішими є одноколірні різографи. Також існують моделі, які дозволяють в один «прохід» друкувати одночасно двома кольорами. Багатоколірний друк (у два кольори і більше) одноколірними машинами відбувається у кілька проходів після заміни друкарських барабанів інших кольорів. Проте повноколірний друк сучасними різографами, який би міг задовольнити бодай мінімальні вимоги якості, неможливий у зв'язку з конструктивними обмеженнями пристроїв даного типу.
Швидкість друку різографа — 45-180 копій за хвилину. Таким чином, різограф займає проміжне місце між високопродуктивними друкарськими офсетними машинами і звичайними електрографічними копіювальними апаратами та принтерами.
Фірми-виробники різографів мають у своїх модельних рядах апарати різних форматів. Відповідно до моделей може використовуватись папір форматів А4 (210 × 297 мм), B4 (250 × 353 мм) та A3 (297 × 420 мм). Компанією RISO також розроблена модель різографа формату А2, яка на ринку не з'явилась. Щільність паперу також може бути різною: від газетного (40 г/м²) та офсетного паперу широкого діапазону граматури до тонкого картону (210 г/м²), а також картон щільністю до 400 г/м² з використанням додаткового опційного пристрою подачі паперу. Можливий друк на самокопіюючому та некрейдованому самоклеючому папері, а також на конвертах. Фарба на водяно-гліцериновій основі, яка використовується в різографії, не дозволяє друкувати на крейдованому папері, який широко використовується в офсетному друці. Якість друку різографа характеризується роздільною здатністю друку, яка в різних моделях різографів буває 300, 400 та 600 точок на дюйм. Це дає змогу друкувати текстові документи шрифтом кеглем 6 пунктів і більше, а також ілюстрації, від яких не вимагається фотографічна якість.

### Витратні матеріали
Фарба різних кольорів в тубах місткістю до 1000 мл. Однієї туби такої місткості вистачає для друку 10 000 — 20 000 листів формату A3 з середнім заповненням 5—10 %. Негативний вплив фарби на довкілля практично відсутній.
Ма́йстер-плі́вка — полімерна плівка, що використовується для виготовлення друкарських форм в різографах.

### Принцип роботи
Технологія друку достатньо близька до технології мімографа. Процес виготовлення друкарської форми (трафарету) на майстер-плівці проходить усередині самого різографа і є досить короткотривалим у часі — займає менше хвилини. Після виготовлення майстер-плівки різограф готовий до друку. Формування майстер-плівки може відбуватися як з оригіналу за допомогою вбудованого сканера, так і шляхом отримання цифрових даних безпосередньо з комп'ютера (друк у режимі принтера). На майстер-плівці термоголовка різографа пропалює дрібні отвори згідно з оригінальним зображенням і певними користувацькими налаштуваннями: масштабом, яскравістю тощо Майстер-плівка намотується і фіксується на друкарському барабані і просочується фарбою. Отвори на майстер-плівці, через які надходить фарба, по суті є друкуючими елементами. Під час друку листи паперу з лотка подаються на ротаційний (друкарський) циліндр, на якому знаходиться майстер-плівка. Через отвори на майстер-плівці фарба потрапляє на папір. Листи паперу з нанесеним зображенням складаються в інший лоток. Також в оператора друку є можливість зміщувати відбиток на листі паперу по горизонталі та вертикалі.